# Айрін (ураган, 1999)
Ураган Айрін (англ. Hurricane Iren) –потужний ураган, який завдав дещо серйозних збитків на півдні Флориди в жовтні 1999 року. Дев'ятий названий шторм і шостий ураган сезону у 1999 році.
Ураган спричинив сильні опади по всій західній частині Куби, загинуло 4 людин. У жовтні Айрін обрушилася на Флориду там пройшли сильні дощі, подібним до багатьох ураганів 1930-х та 1940-х років. Пізніше воно випало від 10 до 20 дюймів (255 до 510 мм) опадів у столичному районі Маямі, що спричинило повені в містах, небачені після урагану «Денніс» у 1981 році. Незважаючи на те, Айрін була лише ураганом 1 категорії, Айрін спричинила вісім непрямих смертей та 800 млн доларів збитків у Флориді. Ураган спричинив повені та спричинив одну загибель на північно-західних Багамських островах. У Північній Кароліні та Вірджинії та випало понад 10 дюймів (255 мм) дошу. Через повені закрили багато доріг і змусили річки пройти повз береги, хоча пошкодження в цьому районі були відносно незначними.